# Grandisonia sechellensis
Grandisonia sechellensis är en groddjursart som först beskrevs av George Albert Boulenger 1911.  Grandisonia sechellensis ingår i släktet Grandisonia och familjen Caeciliidae. IUCN kategoriserar arten globalt som livskraftig. Inga underarter finns listade i Catalogue of Life.